# Chiesa di San Lussorio (Barumini)
La chiesa di San Lussorio, oramai in completo stato di rovina e quasi completamente ricoperta da un cumulo di terra, è stato un edificio religioso edificato tra il XI e il XIV secolo situato nel territorio di Barumini.

## Descrizione
La chiesa di San Lussorio, di lunghezza 43 m, di larghezza 18 m e di spessore murario 0,50 m, si trova lungo l'antica via per gli orti di Gesturi (o, come veniva chiamato più anticamente, Gestori). 
Durante gli scavi eseguiti dal professor Giovanni Lilliu nel settembre 1938, volti alla ricerca di tombe di età romana, è emersa la pianta della chiesa. La chiesa possedeva una dotazione di 33 staia di terreno, proprietà dell'Arcivescovo di Oristano con il titolo di abate. Secondo la tradizione, il culto del martire sardo San Lussorio si sovrappose a un culto pagano, come dimostrano le numerose tracce di età romana repubblicana e alto imperiale trovate sul sito. Intorno a questo centro romano, si formò il primo nucleo di una curtis medievale, epoca a cui risale la costruzione della chiesa. La linea curva dell'abside, utilizzata comunemente dagli allievi dei maestri toscani, colloca la struttura tra l'XI e il XIV secolo.
Nel 1773, il mastro Giuseppe Trudu costruì una nuova porta, e nel 1774 furono effettuate riparazioni generiche. Nel 1818, dalla chiesa furono prelevati 38 carri di pietre (circa 30 metri cubi) per costruire il casamento dell'orologio nel campanile sul fronte orientale della parrocchia dell'Immacolata Concezione.
Nel 1903, una cappella andò in rovina e da allora la struttura si deteriorò ulteriormente, tant'è che oggi è difficile ricavarne gli elementi planimetrici.
Presentava una porta centrale terminante con due absidi curve (A) e un coro absidato a est (B). Vi era poi un ambiente rettangolare (T'') destinato a cimitero per la piccola popolazione della curtis. Nella cappella laterale absidata (C) si trovava un ossario e un'area funebre (T') con tombe ben rifinite e intonacate. Poiché gli scavi non furono completati, non è stato possibile delineare completamente lo schema planimetrico della costruzione. 
Nelle tombe, oltre agli scheletri, sono stati trovati alcuni oggetti funerari, tra cui un legnetto di crocifisso e cocci smaltati medievali; invece, negli anni Venti, fu rinvenuta una statuetta in bronzo del dio Apollo, custodita nel Museo Archeologico Nazionale di Cagliari.